# Єльч-Лясковиці (гміна)
Гміна Єльч-Лясковіце (пол. Gmina Jelcz-Laskowice) — місько-сільська гміна у південно-західній Польщі. Належить до Олавського повіту Нижньосілезького воєводства.
Станом на 31 грудня 2011 у гміні проживало 22976 осіб.

## Територія
Згідно з даними за 2007 рік площа гміни становила 168.10 км², у тому числі:
- орні землі: 57.00 %
- ліси: 33.00 %

Таким чином, площа гміни становить 32.10 % площі повіту.

## Населення
Станом на 31 грудня 2011:
| Опис     | Загалом | Загалом | Чоловіки | Чоловіки | Жінки | Жінки |
| -------- | ------- | ------- | -------- | -------- | ----- | ----- |
| одиниця  | осіб    | %       | осіб     | %        | осіб  | %     |
| все      | 22976   | 100     | 11381    | 49.53    | 11595 | 50.47 |
| міське   | 15858   | 100     | 7824     | 49.34    | 8034  | 50.66 |
| сільське | 7118    | 100     | 3557     | 49.97    | 3561  | 50.03 |

## Сусідні гміни
Гміна Єльч-Лясковіце межує з такими гмінами: Берутув, Любша, Намислув, Олава, Олесниця, Черниця.